# 1866 en droit
Cet article présente les faits marquants de l'année 1866 en droit.

## Événements
- Au Cap-Vert, abolition définitive de la traite des esclaves.
- Canada : codification du droit civil.
- Indonésie : le Cultuurstelsel est abandonné pour les cultures de tabac.
- Égypte : un firman du sultan de Constantinople accorde aux descendants d’Isma'il Pacha l’hérédité directe de père en fils selon la règle de primogéniture et le titre de khédive. Par ailleurs, la première Chambre des députés, ou Conseil des notables d’Égypte, est inauguré. Cette assemblée consultative élue au second degré assure la représentation des différentes circonscriptions du pays.

### Janvier
- 1er janvier : Code civil.

### Avril
- 9 avril, États-Unis : le Congrès vote une loi donnant l’égalité civique aux Noirs malgré le veto du président.

### Juillet
- 28 juillet : le Congrès autorise (mais n'ordonne pas) l'utilisation du système métrique.
- 28 juillet : nouvelle Constitution au Danemark : douze membres de la Chambre haute sont nommés par le roi, les vingt-sept autres sont élus au suffrage censitaire. Les Conservateurs, favorables au pouvoir royal, gardent le pouvoir jusqu’en 1901.

### Août
- 1er août entrée en vigueur du Code civil du Bas-Canada.

### Décembre
- 6 décembre : nouveau statut des paysans d’État en Russie : usufruit perpétuel confirmé, possibilité théorique de rachat.